# هامرفال
هامرفال گروه هوی متال سوئدی از گوتنبرگ است. این گروه در سال ۱۹۹۳ توسط اسکار درونژاک گیتاریست سابق Ceremonial Oath تشکیل شد.

## تاریخ
هامرفال زمانی شکل گرفت که اسکار درونژاک گیتاریست ریتم از Ceremonial Oath کناره‌گیری کرد.
هر پنج عضو اصلی گروه در آن زمان در گروه‌های دیگر نوازندگی می‌کردند.